# Инасики
Инасики (яп. 稲敷市 Инасики-си) — город в Японии, находящийся в префектуре Ибараки. Площадь города составляет 205,78 км², население — 43 914 человек (1 августа 2014), плотность населения — 213,40 чел./км².

## Географическое положение
Город расположен на острове Хонсю в префектуре Ибараки региона Канто. С ним граничат города Рюгасаки, Итако, Катори, посёлки Ами, Кавати, Кодзаки и село Михо.

## Население
Население города составляет 43 914 человек (1 августа 2014), а плотность — 213,40 чел./км². Изменение численности населения с 1980 по 2005 годы:
| 1980 | 43 257 чел. |  |
| 1985 | 44 454 чел. |  |
| 1990 | 45 326 чел. |  |
| 1995 | 51 652 чел. |  |
| 2000 | 51 284 чел. |  |
| 2005 | 49 689 чел. |  |

## Символика
Деревом города считается сакура, цветком — хризантема, птицей — Cettia diphone.